# مبانی علم حساب
مبانی علم حساب: پژوهشی منطقی-ریاضی دربارهٔ مفهوم عدد (به آلمانی: Die Grundlagen der Arithmetik) کتابی از گوتلوب فرگه، فیلسوف آلمانی، است که در آن به مبنای منطقی علم حساب می‌پردازد و از تز منطق‌گرایی خود دفاع می‌کند.

## پانوشت‌ها
1. ↑  فرگه، گوتلوب. مبانی علم حساب: پژوهشی منطقی-ریاضی دربارهٔ مفهوم عدد. ترجمهٔ طالب جابری. تهران: ققنوس.